# Югыдвож (приток Асыввожа)
Югыдвож (устар. Югыд-Вож) — река в России, протекает по Республике Коми. Устье реки находится в 4 км по левому берегу реки Асыввож. Длина реки составляет 12 км.

## Этимология гидронима
Югыдвож от коми югыд — «светлый» и вож — «приток».

## Данные водного реестра
По данным государственного водного реестра России относится к Двинско-Печорскому бассейновому округу, водохозяйственный участок реки — Печора от водомерного поста у посёлка Шердино до впадения реки Уса, речной подбассейн реки — бассейны притоков Печоры до впадения Усы. Речной бассейн реки — Печора.
Код объекта в государственном водном реестре — 03050100212103000063603.